# ATP Buenos Aires 2006
L'ATP di Buenos Aires 2006 è stato un torneo di tennis giocato sulla terra rossa. È stata la 67ª edizione dell'ATP di Buenos Aires, che fa parte della categoria International Series nell'ambito dell'ATP Tour 2006. Si è giocato nel Buenos Aires Lawn Tennis Club di Buenos Aires in Argentina, dal 13 al 20 febbraio 2006.

## Campioni

### Singolare
Carlos Moyá ha battuto in finale  Filippo Volandri con il punteggio di 7–6(6), 6–4

### Doppio
František Čermák /  Leoš Friedl hanno battuto in finale  Vasilīs Mazarakīs /  Boris Pašanski con il punteggio di 6–1, 6–2